# Académie royale de danse
De Académie royale de danse (1661 - 1789) was de eerste dansacademie in Europa, in opdracht van koning Lodewijk XIV opgericht in Parijs. In circa 1664 volgde een fusie met de Académie royale de musique. 
Binnen dit instituut werden hofdans en hofmuziek geprofessionaliseerd. Wat betreft dans gebeurde dit onder meer door de toen gangbare danstechnieken op schrift te stellen. Zo ontstond de basis voor het academische ballet.
Aanvankelijk was de academie een plek waar dansmeesters en componisten nieuwe ontwikkelingen bespraken en waar ze balletopera’s creëerden. In de loop van de 18e eeuw konden er ook dansers worden opgeleid.
Na verschillende naamswijzigingen werd de academie in 1994 omgedoopt tot de Opéra national de Paris, dat tot op de dag van vandaag een zeer gerespecteerd en gerenommeerd gezelschap, met interne opleiding, is.